# Ölbryggning
Ölbryggning kallas bryggeriprocessen då öl produceras genom jäsning. Det sker såväl industriellt som i hemmet. Bryggeriprocessen har människan känt till mycket länge, och arkeologiska bevis visar att öl framställdes för uppskattningsvis 7 000 år sedan.
Ölbryggning var i många länder den första större industrin. Idag är bryggeriindustrin en stor global industri med flera multinationella företag, och flera tusen mindre bryggerier. Det största producentlandet idag (2006) är Kina, följt av USA. USA producerar 237,1 miljoner hektoliter öl per år (1995), att jämföra med Sveriges produktion på 5,5 miljoner hektoliter (1995). Mer än 133 miljarder liter öl säljs per år och industrin uppskattades 2006 omsätta 294,5 miljarder dollar.
Ölbryggning sker dock inte bara i stora industrier utan hembryggning är stort, inte minst i Sverige. Att brygga sitt eget öl är fullt lagligt och bryggning kan utgå från en så kallad ölsats, medan den avancerade hembryggaren utgår från råvarorna malt, humle, öljäst och vatten (en mindre mängd av andra extraktgivare än malt kan ibland ingå; ex. omältad säd eller olika typer av socker). Hembryggarna i Sverige är organiserade i Svenska hembryggareföreningen.

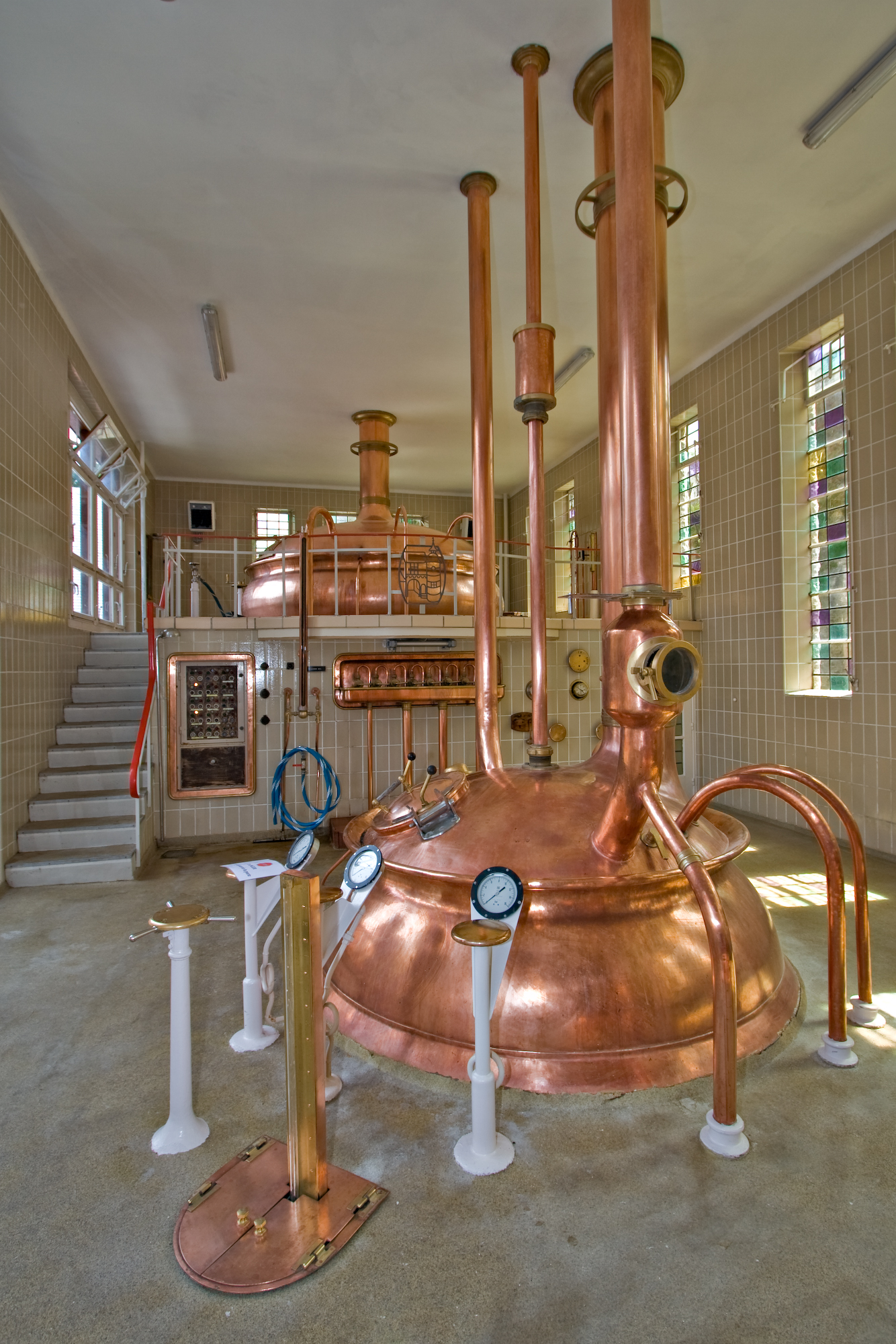
Vörtpannor i koppar

## Ingredienser

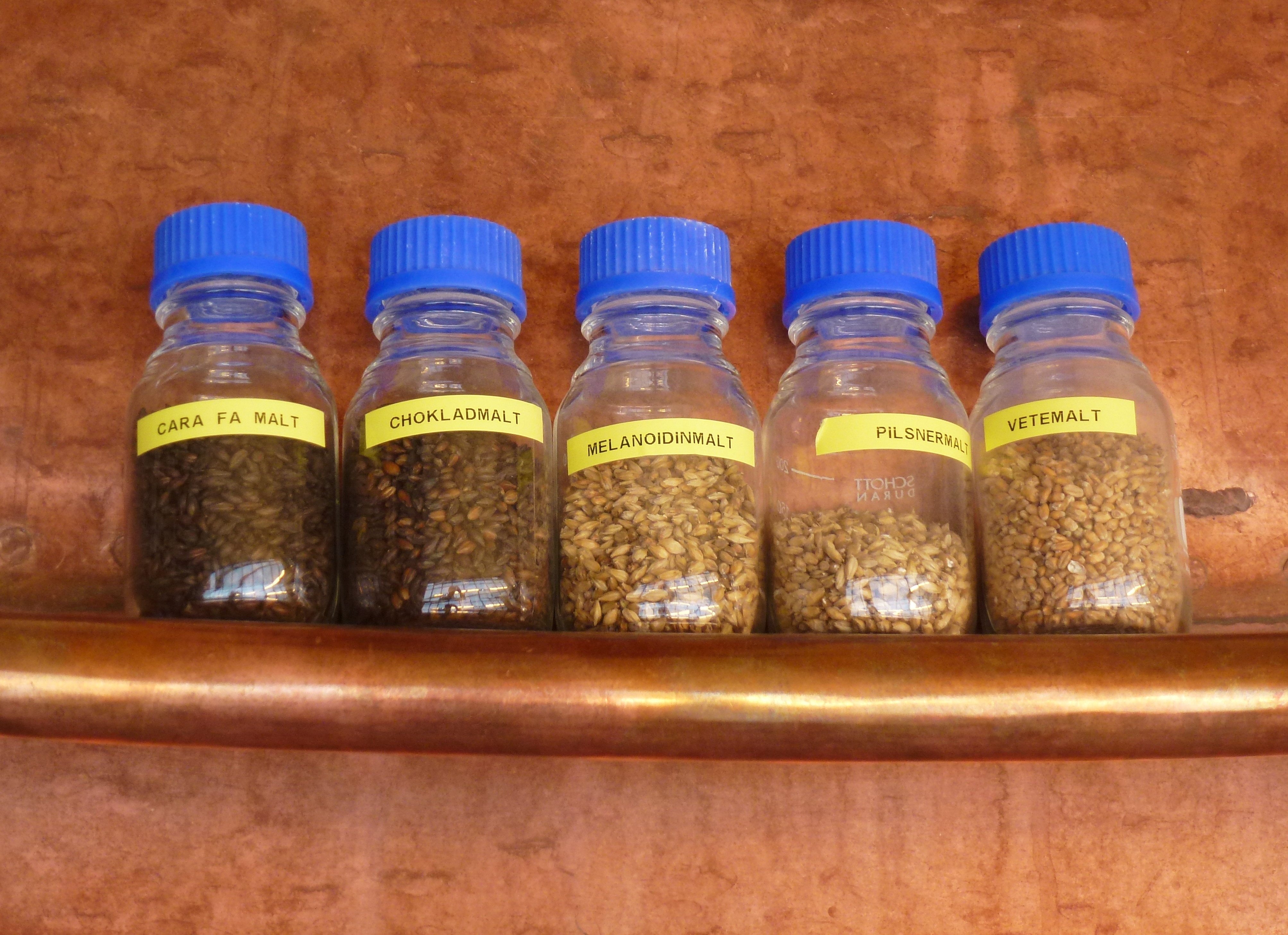
Olika maltsorter

De huvudsakliga ingredienserna vid ölbryggning är malt, humle, jäst och vatten samt i vissa öl andra tillsatser.

### Malt
Malt är säd vars korn fått gro, så kallad mältning. Malt är basen i öl och dess sockerarter förjäses till alkohol (etanol). Korn är det dominerande sädesslaget, och om andra sädesslag används är det nästan alltid i kombination med kornmalt. Vete används i vissa sorters öl, exempelvis Weissbier. Havremalt används exempelvis i vissa sorters stout. Råg är ovanligt, men finns i tysk Roggenbier, finsk Sahti och några ale-varianter.

### Humle
Humle är en ört vars honblommor används vid ölbryggning. Humlens syra har en svag antibiotisk effekt mot grampositiva bakterier vilket hjälper jästen att utvecklas och fermenteras till ett gott öl. Humlen ger även beskhet som balanserar sötman som malten ger samt en konserverande effekt. Olika sorters humle ger olika smaker och färger och smaken på ölet påverkas även av när i processen humlen tillsätts. Humle odlas främst i Tyskland, USA, Etiopien och Kina. En av de mest kända humlesorterna, Saaz, odlas i Tjeckien, och används oftast i pilsner.

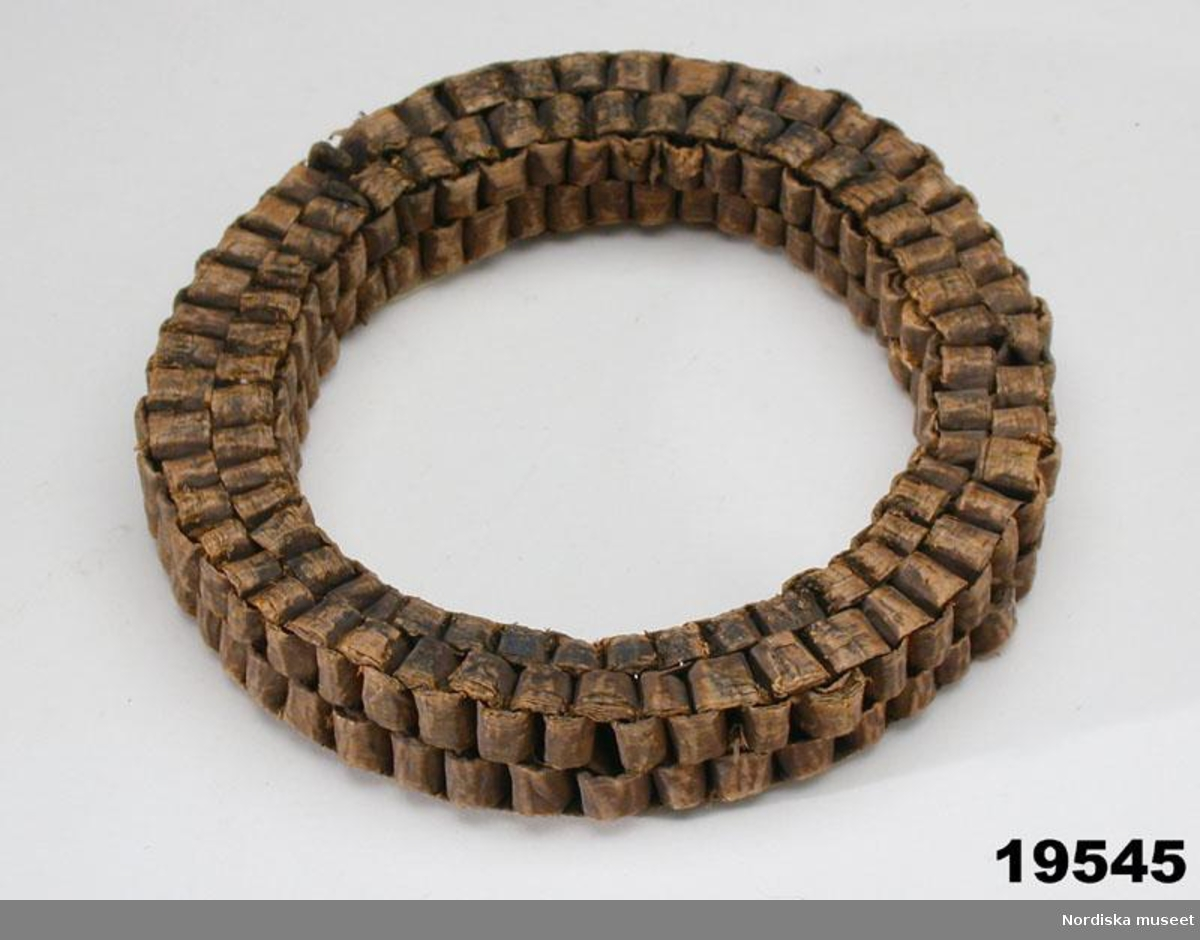
I 1800-talets Norden användes jästkransar för att lagra jästen mellan bryggningarna.

### Jäst
Jäst kan delas upp i grupperna överjäst och underjäst samt ibland även spontanjäst. Det finns flera olika sorters jäst och vid bryggning av olika sorters öl används olika sorters jäst. Exempelvis används överjästen Saccharomyces cerevisiae vid bryggning av många sorters ale medan lager och lagerlika ölsorter använder underjäst som Saccharomyces pastorianus.

### Vatten
Vatten är den dominerande ingrediensen i öl. Vatten har stor betydelse för ölets smak. Mineraler i vattnet samt dess hårdhet har betydelse för ölets karaktär och vissa regioners vatten passar bättre till vissa öltyper. Idag behandlar man även vattnet på olika sätt, exempelvis tillsätter svenska bryggerier ofta kalciumsulfat för att göra vattnet hårdare och därmed öka syrahalten i ölet (så kallad burtonisering, efter Burton upon Trent).

### Tillsatser
Huvudingredienserna i öl är malt, humle, jäst och vatten, och ibland används vissa tillsatser för att skapa speciella ölsorter eller för att ändra ölets karaktär och alkoholhalt. De vanligaste tillsatserna är konserveringsmedel, socker, råfrukt, och olika kryddor. Konserveringsmedel tillsätts ibland och det vanligaste är att en liten mängd askorbinsyra tillsätts. Detta har dock minskat i omfattning under de senaste 10 åren. Socker i olika former kan tillsättas för att förstärka jäsningen och få ett starkare öl, högre alkoholhalt eller för att få en sötare smak. Såväl vanligt socker som farin, kandisocker som mjölksocker (främst i Milk stout) förekommer, om än inte vanligt. Råfrukt är olika slags spannmål som läggs i vörten utan att först mältas. Ofta består råfrukten av ris eller majs, men också omältat vete, råg eller korn betecknas som råfrukt. Råfrukten innehåller inte de enzymer som behövs för att stärkelsen ska omvandlas till förjäsbara sockerarter, men de enzymer som finns i malten kommer även att ge sig på råfrukten. Ett öl kan alltså inte göras på enbart råfrukt. Så länge majs och ris var billigare än spannmål användes mycket råfrukt i svensk lager, men idag är det dyrt att använda råfrukt, varför bryggerierna kan stoltsera med "helmaltsöl". Internationell lager innehåller ofta mycket råfrukt, vilket kan kännas i smaken. Ofta känner man också en doft av majs när man doftar på ölet. Kryddor av olika slag förekommer i vissa öltyper, ibland som ett komplement till humle, ibland som ensam smakgivare. Man är ofta ute efter en bitter smak för att balansera den söta malten. Exempel på kryddor är pomerans, koriander, fänkål, ljung, skott av tall, muskot, kryddnejlika, kanel. I vissa belgiska och skotska ölsorter används frukt, och i enstaka fall även grönsaker. Vanligast är en blandning av lambic och körsbär som går under namnet kriek.

## Bryggprocessen
Öltillverkning kan man dela in i sex olika moment. Alla större bryggerier har en bryggmästare med sitt unika sätt att göra sitt öl och det kan vara små eller stora förändringar i de olika bryggstegen som särskiljer de olika ölen, men grundprincipen är att en volym av malt urlakas med hjälp av varmt vatten, där smaker, proteiner och sockerarter frigörs beroende på vilken temperatur vattnet har. Denna blandning av malt och vatten (så kallad mäsk) urlakas och filtreras sedan (vilken då kallas för vört) innan den kokas tillsammans med den smaksättande ingrediensen humle och andra eventuella kryddor eller andra smakgivare. Slutligen kyls ölet ner till under rumstemperatur och en viss typ av jäst tillsätts.

### Mältning
Mältningen kan man dela in i tre steg: stöpning, groning och kölning. Man börjar att stöpa kornet, det vill säga lägga kornet i vatten. Hur länge kornet ligger i vatten varierar beroende på kornets kvalitet, kornsort och vilken malttyp som ska framställas. Sedan låter man kornet gro cirka 4-6 dagar i ett utrymme kallat groningskista. Kärnorna börjar att gro, detta kallas groning. Man måste hela tiden vända kornet så att det inte växer ihop i varandra. Sist torkar man malten i en kölna (kölning). Beroende på vilken temperatur och hur processen körs i övrigt så erhåller man olika malttyper.
- Cirka 85 °C pilsnermalt
- Cirka 100 °C får man karamellmalt som är mörkare och ger ett smakrikare öl med mer sötma. Karamellmalt används i små proportioner till lite mörkare ölsorter som julöl.
- Cirka 200 °C får man färgmalt som nästan är svart och har en bränd smak. Färgmalt i små proportioner används till porter och stout.

1. ↑  Etymologi: Detta stöpa har samma rot som ljusstöpning och stup = brant; att "stupa omkull".

### Mäskning
Innan malten blandas med vatten krossas den så att skalen knäcks och kärnorna krossas. Maltskrotet blandas med vatten och hettas upp i olika steg och blandningen kallas nu för mäsk. Under mäskning aktiveras enzymer som bryter ned stärkelsen i malten till socker. Det finns olika typer av mäskning: infusionsmäskning, dekoktionsmäskning, stegmäskning och springmäskning.
Andelen malt i vatten brukar vara 1:3 vid inmäskningen, och som tumregel kan man säga att det går åt 4–4,5 kg malt per 20 % liter färdigt öl, med vörtstyrka på 10–12 %. Med de många maltsorter som finns har hembryggare möjlighet att påverka karaktären i det färdiga ölet och räkna ut färgen (mörkheten), som betecknas i enheten EBC. Malt blandas med vatten och värms till olika temperaturer i en så kallad vörtpanna med silbotten. Det finns olika varianter att mäska, men en av de enklare är denna: Mäsken värms först till 50 °C, som hålls i 30 minuter. Detta kallas proteinrast, som har till uppgift att bryta ner proteinet till mindre delar för att bland annat undvika grumlighet i det färdiga ölet. Därefter värms mäsken upp till 65–68 °C. Detta kallas försockringsrast, och hålls i 60 minuter. Enzymerna bryter ner stärkelsen till två olika sockerarter; mest maltos och lite dextrin. Den sistnämnda är icke förjäsbar så den blir kvar efter jäsningen. Beroende på önskad fyllighet i det färdiga ölet så väljer man temperatur mer exakt, och vid 68 °C bildas lite mer dextrin jämfört med 65 °C, som därmed ger lite mer fyllighet. Försockring kan även ske vid 60–65 °C men ger då i stort sett endast maltos, vilket resulterar i ett starkt men mycket tunt öl. Vid temperaturer runt 68–72 °C bildas det istället så mycket dextrin så att man knappt får någon jäsning alls. Efter försockringen värmer man mäsken till 75 °C, som är en lämplig temperatur att sila mäsken.
Efter att mäskningen är klar pumpas vätskan, som nu kallas vört, över i vörtpannan. Mäsken lakas ur med mer varmvatten för att så mycket socker som möjligt ska tas till vara.
Infusionsmäskning är en metod vid ölbryggning där man höjer temperaturen i mäsken genom att tillföra hetvatten.

### Lakning
Efter att mäskningen är klar pumpas vätskan, som nu kallas vört, över i vörtpannan. Mäsken lakas ur med mer varmvatten för att så mycket socker som möjligt ska tas till vara. Liksom maltens och koktidens betydelse har under urlakningen och filtreringen för ölets karaktär, har även humlet i avseende på sort, mängd och koktid. Även jästen har en stor betydelse för ölets smak. Maltskalet silas bort genom att öppna en ventil i kärlets botten, så att sötvörten sakta rinner ner med en tunn stråle i vörtpannan. Vört är sockervatten med färg, vanligtvis 10–12 % socker, även benämnt 10–12 % i vörtstyrka eller 10–12 grader Plato. De första 10 procenten av vörtens volym hälls försiktigt tillbaka över mäsken eftersom den består av mycket protein. Därefter blir vörten klarare och ser ut som öl i färgen. Man häller under hela lakningsproceduren försiktigt på lakvatten över mäsken, för att laka ur det mesta av sockret. Lakvattnet bör hålla 75–78 °C, för att få bra avrinning. Vid högre temperaturer löser sig tannin från maltskalet, och ger oönskad bitter smak åt ölet. Det går åt nästan lika mycket lakvatten som den volym man avser att brygga. När man har fått ut önskad volym vört, som är detsamma som önskad volym färdigt öl, så avbryts lakningen.

### Vörtkokning
Vörten värms upp till kokning, och när det kokar tillsätts eventuellt humle, beroende på önskad beska, smak och arom, som får koka i 60 minuter tillsammans med vörten. Vörtkokning är nödvändigt för att vörten skall bli steril och att ölet inte senare skall surna. Under vörtkokning koagulerar vätskans proteiner. Humle kan även tillsättas i en andra eller till och med tredje omgång för att förändra smakupplevelsen och beskan i det färdiga ölet. Det finns många sorters humle på marknaden, vilket gör att även hembryggare har möjlighet att skapa öl med mycket olika smakkaraktär, liksom de olika öltyper och karaktärer som finns på marknaden.

### Kylning
Efter vörtkokningen kyls vörten ner från koktemperatur till under rumstemperatur. Ju snabbare detta sker desto mindre är risken för att bakterier ska bildas, vilket kan förstöra ölen. En klassisk metod är att ställa vörten för svalning i ett vattenbad, men en effektivare och snabbare metod är att låta vörten pumpas genom en värmeväxlare. I industriell öltillverkning sker denna process i ett slutet system för att ölen ska få samma karaktär, smak och färg varje gång.
Vörten kyls genom en värmeväxlare, eller på annat sätt. Det bör gå fort eftersom bakterier annars kan ta över. Temperaturen bör vara 8–12 °C för underjäst, eller 18–22 °C för överjäst. Man fyller även på med vatten till rätt volym, för att ersätta den mängd som kokats bort.

### Jäsning

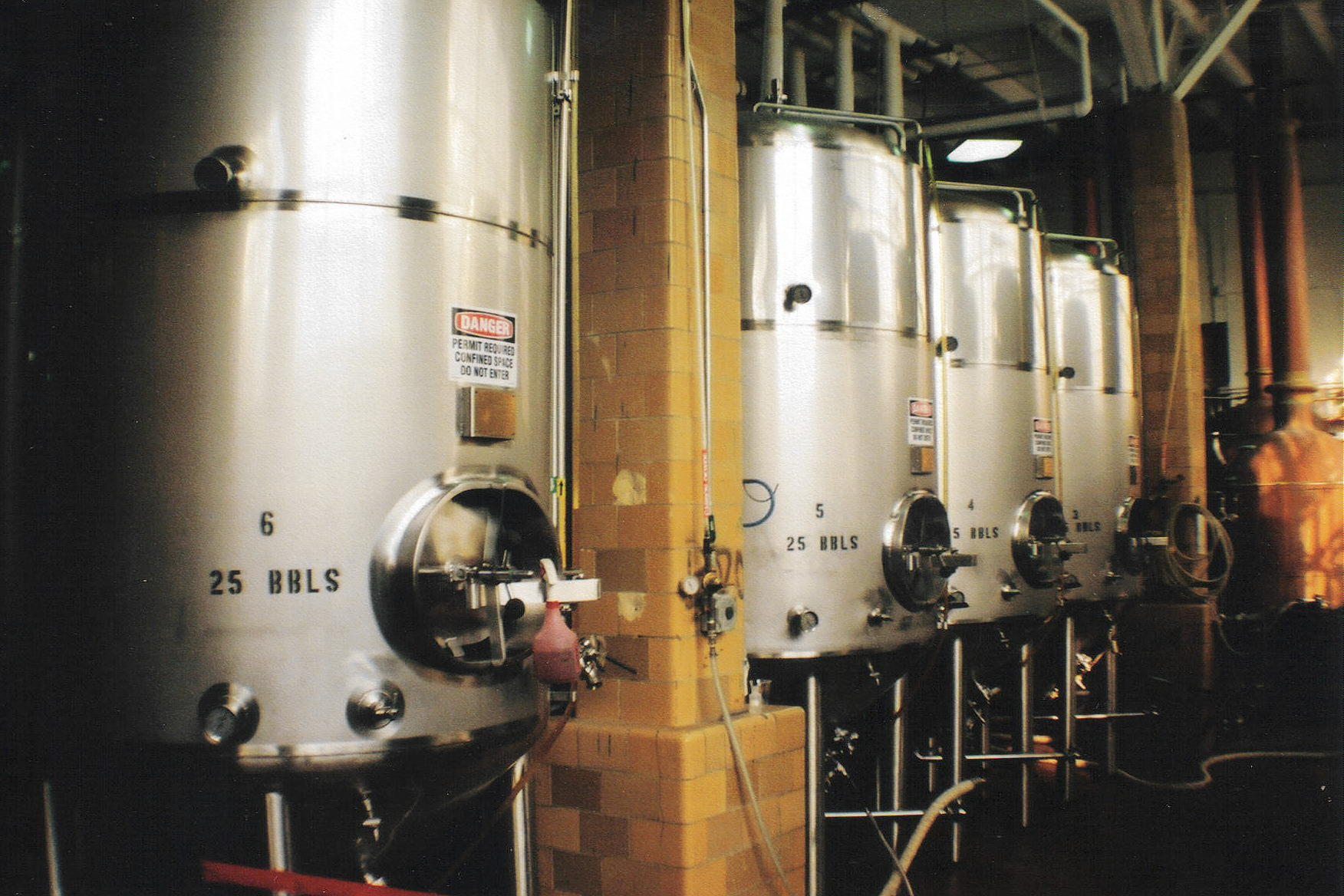
Moderna jäsningstankar

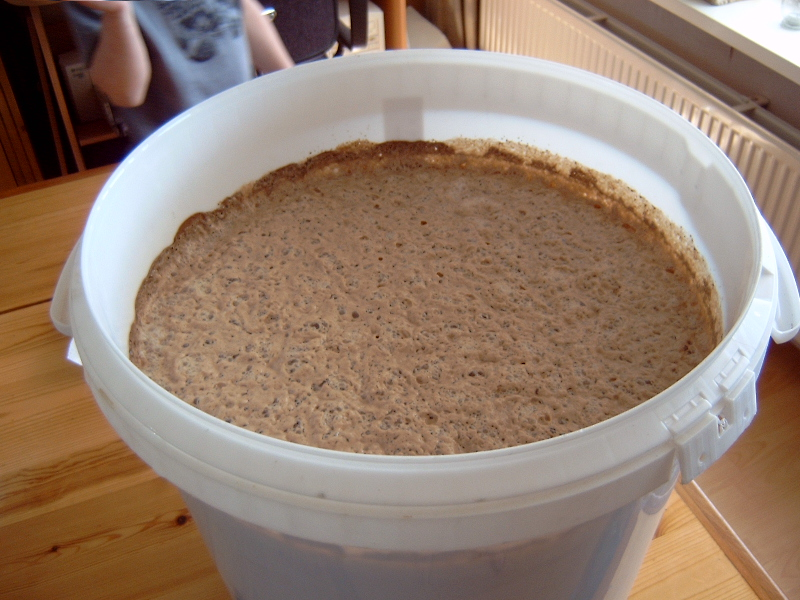
Jäshink med vört som jäser till öl.

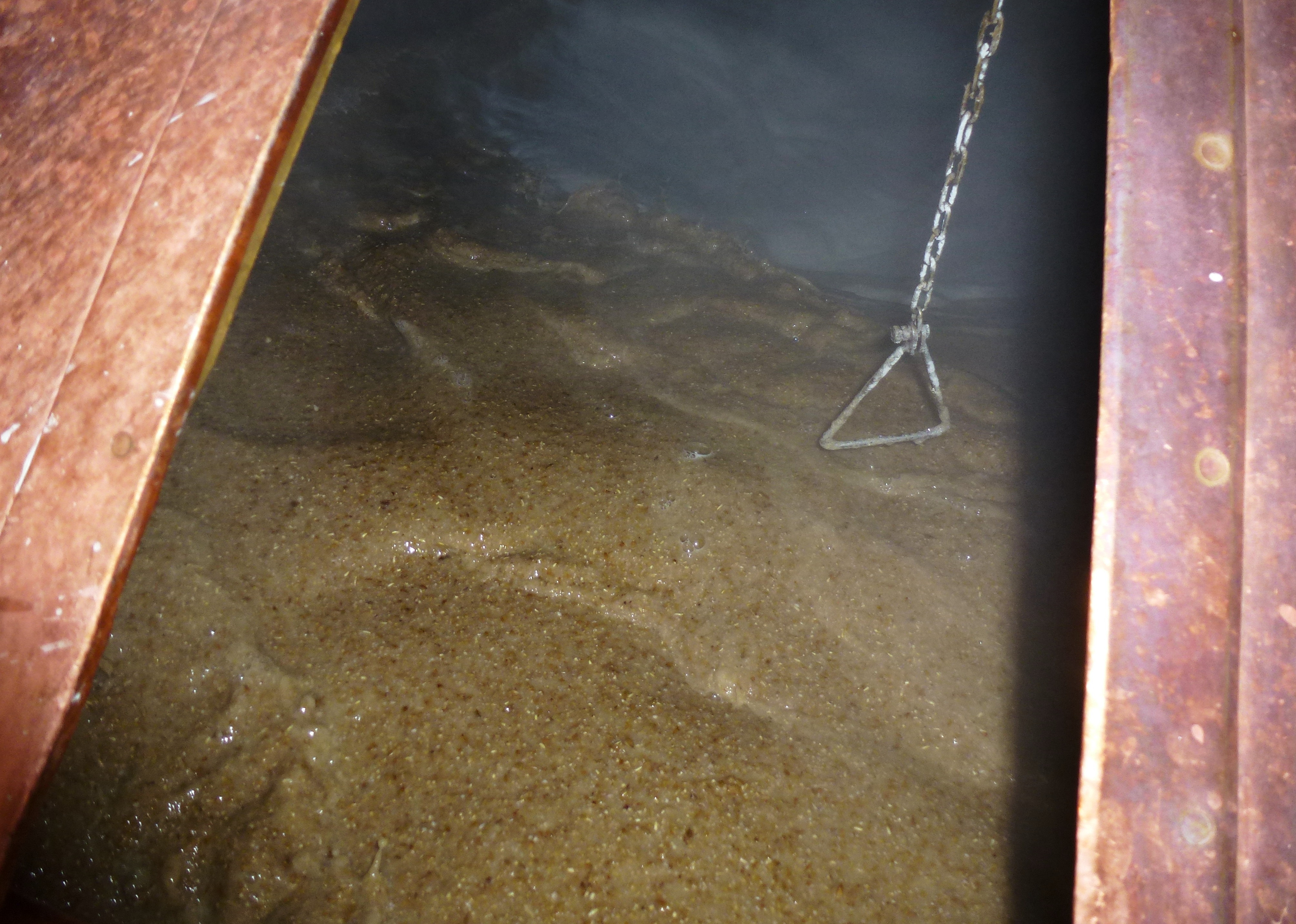
Vört i vörtpannan.

Under fermenteringen (jäsningen) omvandlas de förjäsbara sockerarterna av jästen i huvudsak till alkohol (etanol), koldioxid och ny jäst. Det skapas även en rad andra smakativa ämnen som högre alkoholer, estrar, organiska syror, aldehyder, ketoner mm.

#### Primärjäsning
De underjästa ölen jäses under 7-14 dagar vid låg temperatur (typiskt 5-10 °C). När jästen fått slut på näring sjunker den ner till botten av jäskaren. Underjäst öl får en ren och klar smak, ofta med vissa undertoner av svavel. De överjästa ölen jäses hastigare, ungefär 4-7 dagar, vid högre temperaturer (typiskt 15-30 °C), men kan med fördel även de låta jäsas ut i 14 dagar. När jästen fått slut på näring börjar den gå i dvala, flocka till större klumpar och lägga sig på botten av jäskaret. Överjäst öl får ofta en fruktig och komplexare smak som påverkas av många faktorer, men främst temperatur och val av jäststam.
Vid hembryggning sker jäsningen i ett slutet kärl (i Sverige ofta en jäshink, i USA är damejeanne fortfarande mycket populärt) med jäsrör i toppen, för att den koldioxid som bildas skall kunna ta sig ut och för att förhindra att oönskade mikrober samt syre ska kunna ta sig in. I början av jäsningen stiger ett kraftigt, gräddigt skum på ytan, och det "pluppar" ordentligt i jäsröret tack vare den stora mängden koldioxid som bildas vid jäsningen. När jäsningen börjar bli färdig finns det endast några små skumöar kvar. Det "pluppar" då 1–2 gånger i minuten i jäsröret.
Vildjäst och spontanjäst öl lämnas att jäsa med den jäst som finns i omgivande luft. Dessa öl blir traditionellt mycket syrliga med mineraltoner. Traditionellt pumpas stamvörten från kokkärl till stora öppna kar där den får svalna till jästemperatur. Under tiden den svalnar fångas vilda jäster och bakterier upp, som sedan jäser ölen. Smaken på ölet blir ofta mycket komplext, men kräver långa lagringstider, upp till och ibland över 3 år innan buteljering. Det är även möjligt att samla in vild jäst från naturen för att jäsa öl. I dessa fall läggs en liten mängd mogen frukt, bär, blommor eller bark i vört. Blir jäsningen lyckad kan en större jästkultur propageras upp för att använda till större satser öl. Ölet blir även då ofta också mycket komplext i smaken och kan kräva längre jästider. Skillnaden mot spontanjäst öl blir främst att bryggaren får mer kontroll över processen och kan enklare styra smakprofilen.
Andra jästtyper används också. I vissa östeuropeiska öl, som rysk kvass används bagerijäst. Man får då en brödig, sur dryck med mycket begränsad hållbarhet. Även finsk Sahti använder brödjäst, ett traditionellt öl som dricks mycket ungt och bryggs med väldigt lite humle. Vanlig Kronjäst, oftast torrjäst används traditionellt.

#### Sekundärjäsning
"Grönölet" tappas om till ett nytt jäskärl för ett par dagars ytterligare jäsning men framförallt klarning. När man tappar om ölet blir man också av med det sediment av jäst som ligger på botten. Under sekundärjäsningen har jäsningen i princip upphört.
Vid bryggning av underjäst öl, även kallat lager, sänks temperaturen till 0–5 °C och jäsningen sker långsammare. Ölet klarnar och "mognar" vid den här temperaturen, och lagringen tar minst 4 veckor, beroende på öltyp.

### Filtrering och klarning
De flesta ölsorter filtreras och klarnas, då partiklar tas bort för att få ölen klar. En alternativ metod är frysfiltrering, där man låter vätskan passera kalla metallnät där orenheterna fryser fast. Vissa bryggare anser att man inte kan filtrera öl utan att samtidigt förlora i smak, dessa öl är då mer eller mindre grumliga vid serveringen.
Traditionellt användes ett extrakt från simblåsor hos vissa fiskar, och det används fortfarande även om det är vanligare med kiselgur, gelatin och i vissa fall aktivt kol. För dem som håller en vegansk diet, finns det öl som klarnats med torkat sjögräs.

### Pastörisering
Huvuddelen av all öl pastöriseras, den hettas snabbt upp till omkring 70 °C för att omedelbart kylas ner igen. På detta sätt dödar man alla mikroorganismer och får ett hållbart öl med förutsägbara egenskaper.
En äldre metod är att innan ölen försluts upphetta den fyllda flaskan/burken. Öl som inte filtreras eller pastöriseras kallas i Sverige ibland för färsköl, och ölmärken som Gamla Stans färsköl och Ysta färsköl marknadsförde sina ofiltrerade och opastöriserade öl just som färsköl. Vissa ölstilar som Barley wine och Porter klarar att långlagras trots att de kan vara ofiltrerade och opastöriserade.

### Tappning

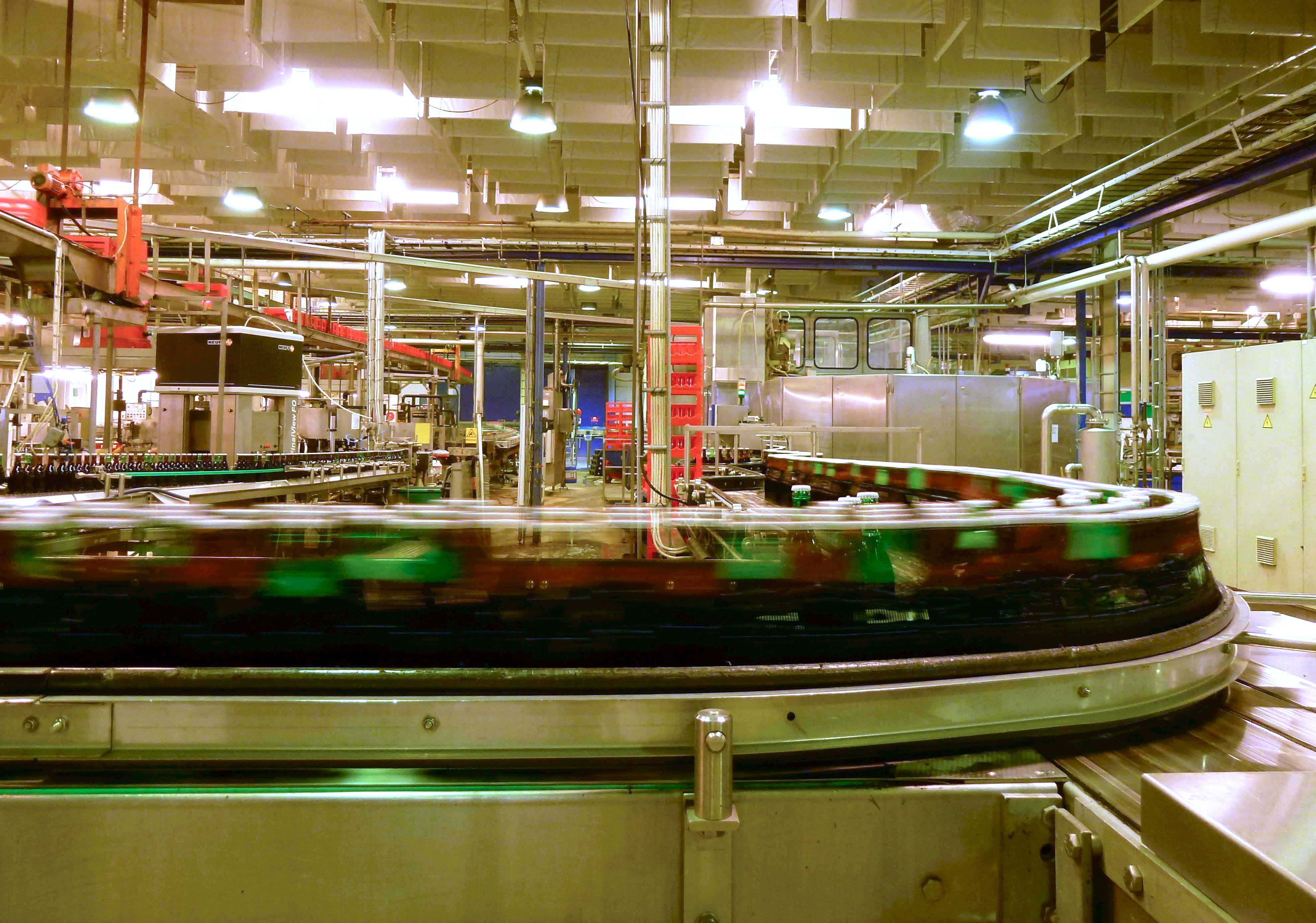
Tappning på Spendrups bryggeri, Vårby.

Ölet tappas på flaskor, burkar eller fat. För att ölet ska bli kolsyrat så tillsätts en mindre mängd förjäsbart extrakt, vanligen strösocker. Detta kallas priming.

### Flaskjäsning
För vissa ölsorter vill man skapa ytterligare en jäsning i flaskan. Inte heller då filtreras/klarnas/pastöriseras ölen, tvärtom fyller man på med lite jäst och socker innan flaskan försluts. Detta ger ett komplexare öl som fortsätter att utvecklas. Nackdelen är att slutresultatet blir mindre förutsägbart, och metoden passar inte för alla typer av öl. Se real ale

### Lagring
Lagringen sker vid cirka 0 °C för underjäst öl, och pågår under flera månader. För överjäst öl tar lagringen bara ett par veckor och sker vid sval temperatur, källartemperatur.
Man lagrar ölet dels för att det ska klarna men främst för att smaken ska utvecklas och mogna.